# Rhay Polster
Rhay Polster (Curitiba, 11 de outubro de 1993), é uma atriz, modelo e ativista brasileira. Conhecida por sua carreira de destaque no mundo da moda e por atuações no cinema, televisão e teatro, ela também se envolve em causas sociais e ambientais.

## Biografia
Nascida em Curitiba, Paraná, Rhay Polster vem de uma família com raízes artísticas. Sua mãe é uma artista plástica renomada por trabalhos com mandalas, enquanto sua tia é uma atriz de teatro com carreira consolidada no Teatro Guaíra. Seu pai atualmente vive em Portugal. Essa ligação familiar com as artes influenciou o interesse de Rhay pelo meio artístico desde a infância.

## Carreira como modelo
Rhay iniciou sua carreira de modelo aos 14 anos, em Paris, onde trabalhou para marcas de renome como Isabel Marant, Zimmerman e L’Oréal. Participou de importantes eventos, como a Paris Fashion Week, e apareceu em revistas internacionais de prestígio, incluindo ELLE Paris e Marie Claire Paris.
Após sua passagem por Paris, Rhay expandiu sua atuação para cidades como Nova Iorque, Milão e Londres, representada pela Next Models Worldwide. No Brasil, é vinculada à Mega Models e se destacou em desfiles do São Paulo Fashion Week. Foi capa da Vogue Brasil em abril de 2014, ao lado de modelos brasileiras como Isabeli Fontana e Izabel Goulart, consolidando-se como um dos grandes nomes da moda nacional.
Ela estrelou campanhas para marcas como Schutz, Cia Marítima, Vogue Brasil, Elle Brasil, Tufi Duek, Colcci e C&A, entre outras.

## Carreira como Atriz
Rhay estreou como atriz no cinema ao protagonizar o filme Hashtag, dirigido por Caio Soh. Na televisão, interpretou a personagem Chiara em Verdades Secretas 2, escrita por Walcyr Carrasco e dirigida por Amora Mautner, papel que lhe rendeu uma indicação ao Prêmio Contigo como revelação na atuação.
Ela também participou da série Vade Retro e tem no currículo o filme Homem de Dentro, dirigido por Mauro Lima, com estreia prevista para 2025. No teatro, atuou em peças como Sangue como Groselha e O Forte Feminino. Atualmente, trabalha na escrita de sua primeira peça teatral.

## Ativismo
Rhay é conhecida por seu ativismo ambiental e por manter uma ONG em Moçambique, voltada ao combate à fome. Além disso, ela promove a cultura brasileira e é entusiasta da música nacional.
No campo educacional, Rhay estudou teatro com mestres como Fátima Toledo e Eduardo Milewski, e se formou pelo Indac. Iniciou uma faculdade de cinema, mas não concluiu devido à sua agenda profissional.

## Filmografia
| Ano             | Título               | Personagem |
| --------------- | -------------------- | ---------- |
| 2017            | Vade Retro           |            |
| 2021            | Verdades Secretas II | Chiara     |
| 2022            | Hashtag (Filme)      | Bia Leal   |
| 2025 - Prevista | Homem de Dentro      |            |

#### Teatro
- Sangue como Groselha
- O Forte Feminino

## Prêmios e Indicações
- Indicada ao Prêmio Contigo como Melhor Revelação em Verdades Secretas 2.